# Gammertingen
Gammertingen település Németországban, azon belül Baden-Württembergben. Lakosainak száma 6298 fő (2023. december 31.).

## Népesség
A település népessége az elmúlt években az alábbi módon változott:
| Lakosok száma | 2681 | 4910 | 5843 | 6508 | 6885 | 6491 | 6400 | 6338 | 6331 | 6298 |
|               | 1939 | 1970 | 1980 | 1990 | 2005 | 2009 | 2015 | 2017 | 2021 | 2023 |